# Hernán Boyero
Hernán Eduardo Boyero (Río Segundo, Provincia de Córdoba, 30 de diciembre de 1979) es un exfutbolista y exentrenador argentino nacionalizado boliviano. Se desempeñaba como delantero y llegó a convertir 128 goles en 400 partidos.

## Plano personal
Hernán es hijo de María Teresa Sánchez y Rubén Boyero, su madre quería llamarlo "Leslie" pero en el registro civil no se lo permitieron, no obstante, todos en su pueblo lo llaman así.
Por causa de una grave lesión de rodilla Hernán debió dejar la actividad futbolística a nivel profesional, para dedicarse a recoger chatarra como lo hacía antes de ser futbolista junto con su hermano.
En la actualidad continua jugando fútbol pero a nivel senior: Central Córdoba de Pilar (2016-18); Juventud Católica (2021).

## Jugador

### Inicios
Hernán inició su carrera deportiva en 2002 jugando para el Instituto Atlético Central Córdoba, posteriormente jugaría para el Centro Juventud Antoniana y el Club Atlético Tigre en 2006. 

### Primera etapa en Blooming
Ya para el año 2007 tuvo la consolidación en su carrera profesional futbolística tras un gran paso por Bolivia, específicamente en el Club Blooming de la ciudad de Santa Cruz de la Sierra, en donde se destacó como delantero y se convirtió en figura e ídolo del club celeste, no solo por su particular estilo de juego de mucha entrega, también por su carisma y personalidad.

### Millonarios FC
Esto le valió para fichar el día 4 de enero de 2010 en el fútbol de Colombia con el Millonarios de Bogotá bajo las órdenes técnicas de Chiqui García y sus asistentes Diego Barragán y Nilton Bernal. Pese a que Boyero tuvo un registro aceptable de 4 goles en 16 partidos, su nivel deportivo fue duramente criticado, al punto de ser catalogado por la hinchada como uno de los peores refuerzos extranjeros en la historia del equipo.
Sus únicos 4 goles con el equipo embajador los anotaría en un doble por Copa Colombia ante Academia Compensar y en Primera División de a un tanto contra el Cúcuta Deportivo y el Envigado FC.

### Retorno a Blooming y retiro
Tras tener un muy mal paso por el país cafetero retorna al Club Blooming en donde estaría hasta 2013 llegando a convertir entre sus dos etapas un total de 100 goles; (93) en la Primera División de Bolivia y (7) en partidos amistosos.
En su última temporada como jugador profesional (2014) pasaría por Argentinos Juniors y Tristán Suárez en donde se retira tras varias lesiones.

## Entrenador
A inicios de diciembre de 2015 dirige al Club Blooming de la Primera División de Bolivia. No obstante el 31 de mayo de 2016 dejó de ser entrenador del Club Blooming. Años más tarde declaró que no le gustaría volver a dirigir a ningún club a nivel profesional.

## Clubes

### Como jugador
| Club                | País                | Año         | Partidos | Goles |
| ------------------- | ------------------- | ----------- | -------- | ----- |
| Instituto           | Argentina           | 2002-2004   | 84       | 17    |
| Juventud Antoniana  | Argentina           | 2005        | 16       | 1     |
| Tigre               | Argentina           | 2005 - 2006 | 35       | 6     |
| Blooming            | Bolivia             | 2007 - 2009 | 107      | 51    |
| Millonarios         | Colombia            | 2010        | 16       | 4     |
| Blooming            | Bolivia             | 2010 - 2013 | 108      | 42    |
| Argentinos Juniors  | Argentina           | 2013 - 2014 | 25       | 6     |
| Tristán Suárez      | Argentina           | 2014        | 9        | 1     |
| Total en su Carrera | Total en su Carrera | 2002-14     | 400      | 128   |

### Como entrenador
| Club     | País    | Año         | Partidos Dirigidos | Rendimiento |
| -------- | ------- | ----------- | ------------------ | ----------- |
| Blooming | Bolivia | 2015 - 2016 | 28                 | 39%         |

## Estadísticas como jugador
| Competición                   | Partidos | Goles | Promedio |
| ----------------------------- | -------- | ----- | -------- |
| Primera División de Argentina | 28       | 6     | 0,21     |
| Primera División de Bolivia   | 209      | 93    | 0,45     |
| Primera División de Colombia  | 11       | 2     | 0,18     |
| Segunda División de Argentina | 132      | 24    | 0,18     |
| Tercera División de Argentina | 9        | 1     | 0,11     |
| Copa Colombia                 | 5        | 2     | 0,40     |
| Copa Sudamericana             | 6        | 0     | 0,00     |
| Total                         | 400      | 128   | 0,32     |

## Estadísticas como entrenador
| Equipo            | País               | Desde                  | Hasta              | Partidos | Partidos | Partidos | Partidos | Partidos |
| PJ                | PG                 | PE                     | PP                 |          |          |          |          |          |
| ----------------- | ------------------ | ---------------------- | ------------------ | -------- | -------- | -------- | -------- | -------- |
| Blooming          | Bandera de Bolivia | 9 de diciembre de 2015 | 31 de mayo de 2016 | 28       | 9        | 6        | 13       |          |
| Consolidado Total | Consolidado Total  | Consolidado Total      | Consolidado Total  | 28       | 9        | 6        | 13       |          |

## Palmarés

### Títulos nacionales
| Título           | Club     | País    | Año           |
| ---------------- | -------- | ------- | ------------- |
| Primera División | Blooming | Bolivia | Clausura 2009 |